# Mistrzostwa Świata w Hokeju na Lodzie 2008 (elita)
Mistrzostwa Świata w Hokeju na Lodzie Elity 2008 odbywały się w kanadyjskich miejscowościach: Halifax oraz Quebec w dniach 2–18 maja. Był to 72. turniej o złoty medal mistrzostw świata. Mecze rozgrywane były w Kanadzie po raz pierwszy w historii. Jednak mistrzostwa elity na kontynencie amerykańskim nie były pierwsze. W 1962 roku mistrzostwa odbyły się w USA, a dokładniej w Colorado Springs.
W tej części mistrzostw uczestniczyły najlepsze 16 drużyn na świecie. System rozgrywania meczów były inny niż w niższych dywizjach. Najpierw odbywały się dwie fazy grupowe, a potem systemem pucharowym 8 drużyn walczy o mistrzostwo. Najgorsze drużyny w pierwszej fazie grupowej grały między sobą o utrzymanie w fazie play-off walcząc do dwóch zwycięstw. Przegrani zostali zdegradowani do I dywizji.
Hale w których odbywały się zawody to:
- Colisée Pepsi (o pojemności 15 750 miejsc)
- Halifax Metro Centre (o pojemności 10 595 miejsc)

Mecze na terenie Polski będzie można było oglądać w komercyjnych stacjach: Polsat Sport oraz Polsat Sport Extra.
Mistrzostwa te zbiegły się ze stuleciem IIHF. W związku z tym IIHF postanowiła, że w jednym meczu fazy grupowej każda reprezentacja (z wyjątkiem Białorusi) wystąpi w strojach w stylu retro.
W meczu pomiędzy Finlandią a Stanami Zjednoczonymi, który odbył się 11 maja sędziowie nałożyli 202 minuty kar z powodu walk, które odbyły się po zakończeniu spotkania.

## Pierwsza faza grupowa

### Grupa A
Wyniki
Czas lokalny (UTC-4)
| 3 maja 2008 | Białoruś | 5:6 | Szwecja | Colisée Pepsi, Quebec |

| Szczegóły      | Szczegóły | Szczegóły       | Szczegóły | Szczegóły                                                                      |
| -------------- | --- | --------------- | --- | ------------------------------------------------------------------------------ |
| Godzina: 13:00 | W. Kasciuczonak 18:32 (EQ) S. Zadzielonau 22:58 (EQ) A. Ugarow 23:45 (EQ) A. Żuryk 35:57 (PP) D. Mialeszka 41:18 (EQ) | (1:2, 3:2, 1:2) | 03:59 (EQ) M. Johansson 12:18 (EQ) N. Bäckström 26:23 (PP) P. Hörnqvist 37:51 (EQ) R. Nilsson 43:41 (EQ) P. Hörnqvist 50:32 (EQ) R. Wallin | Widzów: 9204 Sędzia główny: Sami Partanen Sędziowie liniowi: Jyri Petteri Ronn |

| 3 maja 2008 | Szwajcaria | 4:1 | Francja | Colisée Pepsi, Quebec |

| Szczegóły      | Szczegóły                                                                              | Szczegóły       | Szczegóły                | Szczegóły                                                                |
| -------------- | -------------------------------------------------------------------------------------- | --------------- | ------------------------ | ------------------------------------------------------------------------ |
| Godzina: 19:00 | R. Wick 08:18 (EQ) J. Sprunger 16:54 (PP) P. Bärtschi 23:01 (EQ) R. Sannitz 40:31 (EQ) | (2:0, 1:1, 1:0) | 39:59 (PP) J. Desrosiers | Widzów: 9367 Sędzia główny: Guy Pellerin Sędziowie liniowi: Chris Savage |

| 5 maja 2008 | Szwajcaria | 2:1 | Białoruś | Colisée Pepsi, Quebec |

| Szczegóły      | Szczegóły                                     | Szczegóły       | Szczegóły            | Szczegóły                                                               |
| -------------- | --------------------------------------------- | --------------- | -------------------- | ----------------------------------------------------------------------- |
| Godzina: 13:00 | J. Sprunger 13:01 (PP) J. Sprunger 34:36 (PP) | (1:0, 1:1, 0:0) | 27:34 (EQ) K. Kalcou | Widzów: 8016 Sędzia główny: Rick Looker Sędziowie liniowi: Peter Ország |

| 5 maja 2008 | Szwecja | 9:0 | Francja | Colisée Pepsi, Quebec |

| Szczegóły      | Szczegóły | Szczegóły       | Szczegóły | Szczegóły                                                                      |
| -------------- | --- | --------------- | --------- | ------------------------------------------------------------------------------ |
| Godzina: 19:00 | T. Mårtensson 28:46 (EQ) P. Hörnqvist 34:21 (PP) M. Weinhandl 36:16 (EQ) N. Wallin 39:42 (EQ) N. Bäckström 44:31 (EQ) A. Edler 47:36 (PP) R. Nilsson 49:22 (EQ) K. Jönsson 51:46 (PP) N. Bäckström 59:35 (EQ) | (0:0, 4:0, 5:0) |           | Widzów: 8845 Sędzia główny: Daniel Piechaczek Sędziowie liniowi: Thomas Sterns |

| 7 maja 2008 | Szwecja | 2:4 | Szwajcaria | Colisée Pepsi, Quebec |

| Szczegóły      | Szczegóły                                  | Szczegóły       | Szczegóły                                                                               | Szczegóły                                                                     |
| -------------- | ------------------------------------------ | --------------- | --------------------------------------------------------------------------------------- | ----------------------------------------------------------------------------- |
| Godzina: 13:00 | F. Warg 10:47 (EQ) P. Hörnqvist 59:01 (SH) | (1:2, 0:0, 1:2) | 00:48 (EQ) T. Paterlini 16:35 (EQ) A. Ambühl 45:23 (EQ) T. Monnet 59:53 (EN) B. Forster | Widzów: 7939 Sędzia główny: Guy Pellerin Sędziowie liniowi: Jyri Petteri Ronn |

| 7 maja 2008 | Francja | 1:3 | Białoruś | Colisée Pepsi, Quebec |

| Szczegóły      | Szczegóły             | Szczegóły       | Szczegóły                                                         | Szczegóły                                                                 |
| -------------- | --------------------- | --------------- | ----------------------------------------------------------------- | ------------------------------------------------------------------------- |
| Godzina: 19:00 | O. Coqueux 19:53 (SH) | (1:1, 0:1, 0:1) | 12:57 (EQ) A. Kalużny 27:48 (EQ) A. Ugarow 59:15 (EQ) A. Kascicyn | Widzów: 8880 Sędzia główny: Sami Partanen Sędziowie liniowi: Chris Savage |

Tabela
Lp. = lokata, M = liczba rozegranych spotkań, W = Wygrane, WpD = Wygrane po dogrywce lub karnych, PpD = Porażki po dogrywce lub karnych, P = Porażki, G+ = Gole strzelone, G- = Gole stracone, Pkt = Liczba zdobytych punktów
| Lp. | Drużyna    | M | W | WpD | PpD | P | G+ | G- | Pkt |
| --- | ---------- | - | - | --- | --- | - | -- | -- | --- |
| 1.  | Szwajcaria | 3 | 3 | 0   | 0   | 0 | 10 | 4  | 9   |
| 2.  | Szwecja    | 3 | 2 | 0   | 0   | 1 | 17 | 9  | 6   |
| 3.  | Białoruś   | 3 | 1 | 0   | 0   | 2 | 9  | 9  | 3   |
| 4.  | Francja    | 3 | 0 | 0   | 0   | 3 | 2  | 16 | 0   |

### Grupa B
Wyniki
Czas lokalny (UTC-3)
| 2 maja 2008 | Kanada | 5:1 | Słowenia | Halifax Metro Centre, Halifax |

| Szczegóły      | Szczegóły | Szczegóły       | Szczegóły             | Szczegóły                                                                            |
| -------------- | --- | --------------- | --------------------- | ------------------------------------------------------------------------------------ |
| Godzina: 16:30 | D. Hamhuis 03:45 (EQ) D. Heatley 20:41 (EQ) M. St. Louis 30:18 (PP) D. Heatley 35:07 (PP) D. Heatley 50:25 (EQ) | (1:0, 5:1, 1:0) | 32:19 (PP) A. Kopitar | Widzów: 7921 Sędzia główny: Wiaczesław Bułanow Sędziowie liniowi: Aleksander Polakow |

| 2 maja 2008 | Stany Zjednoczone | 4:0 | Łotwa | Halifax Metro Centre, Halifax |

| Szczegóły      | Szczegóły                                                                            | Szczegóły       | Szczegóły | Szczegóły                                                                 |
| -------------- | ------------------------------------------------------------------------------------ | --------------- | --------- | ------------------------------------------------------------------------- |
| Godzina: 20:15 | D. Brown 07:21 (PP) P. Kane 28:44 (EQ) Z. Parise 47:09 (PP) P. O’Sullivan 51:05 (PP) | (1:0, 1:0, 2:0) |           | Widzów: 7360 Sędzia główny: Milan Minář Sędziowie liniowi: Richard Schütz |

| 4 maja 2008 | Łotwa | 0:7 | Kanada | Halifax Metro Centre, Halifax |

| Szczegóły      | Szczegóły | Szczegóły       | Szczegóły | Szczegóły                                                                     |
| -------------- | --------- | --------------- | --- | ----------------------------------------------------------------------------- |
| Godzina: 16:30 |           | (0:3, 0:4, 0:0) | 02:35 (EQ) P. Sharp 03:45 (EQ) M. Green 12:15 (EQ) D. Heatley 21:03 (PP) R. Nash 22:00 (EQ) M. St. Louis 22:42 (EQ) C. Kunitz 32:20 (EQ) R. Nash | Widzów: 7831 Sędzia główny: Danny Kurmann Sędziowie liniowi: Christer Larking |

| 4 maja 2008 | Stany Zjednoczone | 5:1 | Słowenia | Halifax Metro Centre, Halifax |

| Szczegóły      | Szczegóły                                                                                             | Szczegóły       | Szczegóły             | Szczegóły                                                                     |
| -------------- | --- | --------------- | --------------------- | ----------------------------------------------------------------------------- |
| Godzina: 20:15 | P. Kane 11:12 (PP) P. Kessel 26:48 (PP) P. Kessel 32:41 (PP) D. Booth 45:05 (EQ) P. Kessel 49:24 (EQ) | (1:0, 2:1, 2:0) | 36:36 (EQ) A. Kopitar | Widzów: 7056 Sędzia główny: Brent Reiber Sędziowie liniowi: Marcus Vinnerborg |

| 6 maja 2008 | Kanada | 5:4 | Stany Zjednoczone | Halifax Metro Centre, Halifax |

| Szczegóły      | Szczegóły                                                                                             | Szczegóły       | Szczegóły                                                                                  | Szczegóły                                                                          |
| -------------- | --- | --------------- | ------------------------------------------------------------------------------------------ | ---------------------------------------------------------------------------------- |
| Godzina: 16:30 | B. Burns 08:26 (EQ) D. Heatley 19:49 (EQ) J. Toews 20:18 (EQ) D. Roy 43:29 (EQ) D. Heatley 59:13 (EQ) | (2:0, 1:2, 2:2) | 20:52 (EQ) Z. Parise 23:09 (EQ) P. O’Sullivan 45:18 (PP) D. Brown 46:54 (PP) J. Pominville | Widzów: 9192 Sędzia główny: Wiaczesław Bułanow Sędziowie liniowi: Christer Larking |

| 6 maja 2008 | Słowenia | 0:3 | Łotwa | Halifax Metro Centre, Halifax |

| Szczegóły      | Szczegóły | Szczegóły       | Szczegóły                                                            | Szczegóły                                                                      |
| -------------- | --------- | --------------- | -------------------------------------------------------------------- | ------------------------------------------------------------------------------ |
| Godzina: 20:15 |           | (0:0, 0:2, 0:1) | 30:05 (PS) A. Ņiživijs 31:24 (PP) A. Širokovs 59:32 (EN) A. Širokovs | Widzów: 7806 Sędzia główny: Aleksander Polakow Sędziowie liniowi: Brent Reiber |

Tabela
Lp. = lokata, M = liczba rozegranych spotkań, W = Wygrane, WpD = Wygrane po dogrywce lub karnych, PpD = Porażki po dogrywce lub karnych, P = Porażki, G+ = Gole strzelone, G- = Gole stracone, Pkt = Liczba zdobytych punktów
| Lp. | Drużyna  | M | W | WpD | PpD | P | G+ | G- | Pkt |
| --- | -------- | - | - | --- | --- | - | -- | -- | --- |
| 1.  | Kanada   | 3 | 3 | 0   | 0   | 0 | 17 | 5  | 9   |
| 2.  | USA      | 3 | 2 | 0   | 0   | 1 | 13 | 6  | 6   |
| 3.  | Łotwa    | 3 | 1 | 0   | 0   | 2 | 3  | 11 | 3   |
| 4.  | Słowenia | 3 | 0 | 0   | 0   | 3 | 2  | 13 | 0   |

### Grupa C
Wyniki
Czas lokalny (UTC-3)
| 3 maja 2008 | Niemcy | 1:5 | Finlandia | Halifax Metro Centre, Halifax |

| Szczegóły      | Szczegóły           | Szczegóły       | Szczegóły                                                                                                 | Szczegóły                                                                         |
| -------------- | ------------------- | --------------- | --- | --------------------------------------------------------------------------------- |
| Godzina: 16:30 | F. Busch 32:44 (PP) | (0:0, 1:2, 0:3) | 21:09 (PP) M. Koivu 27:26 (PP) O. Jokinen 40:24 (SH) M. Koivu 42:33 (EQ) H. Hyvönen 52:27 (EQ) T. Selänne | Widzów: 7658 Sędzia główny: Christer Larking Sędziowie liniowi: Marcus Vinnerborg |

| 3 maja 2008 | Słowacja | 5:1 | Norwegia | Halifax Metro Centre, Halifax |

| Godzina: 20:15 | T. Melichárek 09:43 (SH) J. Kolník 20:15 (EQ) R. Petrovický 27:44 (PP) M. Hossa 40:07 (EQ) P. Podhradský 58:24 (EQ) | (1:0, 2:1, 2:0) | 28:43 (EQ) M. Olimb | Widzów: 7096 Sędzia główny: Danny Kurmann Sędziowie liniowi: Brent Reiber |

| 5 maja 2008 | Finlandia | 3:2 pd. | Norwegia | Halifax Metro Centre, Halifax |

| Szczegóły      | Szczegóły                                                        | Szczegóły            | Szczegóły                                  | Szczegóły                                                                 |
| -------------- | ---------------------------------------------------------------- | -------------------- | ------------------------------------------ | ------------------------------------------------------------------------- |
| Godzina: 16:30 | J. Jokinen 01:37 (PP) V. Peltonen 16:14 (PP) T. Ruutu 61:27 (EQ) | (2:2, 0:0, 0:0, 1:0) | 04:26 (EQ) M. Ask 19:51 (PP) A. Bastiansen | Widzów: 7190 Sędzia główny: Milan Minář Sędziowie liniowi: Richard Schütz |

| 5 maja 2008 | Słowacja | 2:4 | Niemcy | Halifax Metro Centre, Halifax |

| Szczegóły      | Szczegóły                                  | Szczegóły       | Szczegóły                                                                            | Szczegóły                                                                            |
| -------------- | ------------------------------------------ | --------------- | ------------------------------------------------------------------------------------ | ------------------------------------------------------------------------------------ |
| Godzina: 20:15 | I. Čiernik 29:39 (PP) J. Kolník 59:56 (PP) | (0:2, 1:1, 1:1) | 06:57 (PP) M. Sturm 15:05 (PP) S. Ustorf 38:05 (EQ) M. Hackert 48:42 (PP) M. Hackert | Widzów: 7855 Sędzia główny: Wiaczesław Bułanow Sędziowie liniowi: Aleksander Polakow |

| 7 maja 2008 | Finlandia | 3:2 | Słowacja | Halifax Metro Centre, Halifax |

| Szczegóły      | Szczegóły                                                       | Szczegóły       | Szczegóły                                      | Szczegóły                                                                      |
| -------------- | --------------------------------------------------------------- | --------------- | ---------------------------------------------- | ------------------------------------------------------------------------------ |
| Godzina: 16:30 | N. Kapanen 02:05 (EQ) T. Ruutu 13:00 (PP) T. Selänne 25:17 (PP) | (2:2, 1:0, 0:0) | 13:14 (EQ) R. Petrovický 18:21 (EQ) M. Kováčik | Widzów: 7262 Sędzia główny: Danny Kurmann Sędziowie liniowi: Marcus Vinnerborg |

| 7 maja 2008 | Norwegia | 3:2 | Niemcy | Halifax Metro Centre, Halifax |

| Szczegóły      | Szczegóły                                                     | Szczegóły       | Szczegóły                                 | Szczegóły                                                               |
| -------------- | ------------------------------------------------------------- | --------------- | ----------------------------------------- | ----------------------------------------------------------------------- |
| Godzina: 20:15 | M. Holtet 34:51 (PP) M. Z. Aasen 47:19 (EQ) M. Ask 55:53 (PP) | (0:1, 1:1, 2:0) | 06:37 (PP) M. Sturm 24:09 (EQ) P. Gogulla | Widzów: 7414 Sędzia główny: Milan Minář Sędziowie liniowi: Brent Reiber |

Tabela
Lp. = lokata, M = liczba rozegranych spotkań, W = Wygrane, WpD = Wygrane po dogrywce lub karnych, PpD = Porażki po dogrywce lub karnych, P = Porażki, G+ = Gole strzelone, G- = Gole stracone, Pkt = Liczba zdobytych punktów
| Lp. | Drużyna   | M | W | WpD | PpD | P | G+ | G- | Pkt |
| --- | --------- | - | - | --- | --- | - | -- | -- | --- |
| 1.  | Finlandia | 3 | 2 | 1   | 0   | 0 | 11 | 5  | 8   |
| 2.  | Norwegia  | 3 | 1 | 0   | 1   | 1 | 6  | 10 | 4   |
| 3.  | Niemcy    | 3 | 1 | 0   | 0   | 2 | 7  | 10 | 3   |
| 4.  | Słowacja  | 3 | 1 | 0   | 0   | 2 | 9  | 8  | 3   |

### Grupa D
Wyniki
Czas lokalny (UTC-4)
| 2 maja 2008 | Dania | 2:5 | Czechy | Colisée Pepsi, Quebec |

| Szczegóły      | Szczegóły                                 | Szczegóły       | Szczegóły                                                                                              | Szczegóły                                                                |
| -------------- | ----------------------------------------- | --------------- | --- | ------------------------------------------------------------------------ |
| Godzina: 13:00 | S. Lassen 00:31 (EQ) J. Hansen 18:03 (EQ) | (2:2, 0:2, 0:1) | 08:00 (EQ) R. Vrbata 13:49 (PP) A. Kotalík 24:35 (EQ) R. Vrbata 31:31 (EQ) Z. Irgl 50:52 (EQ) J. Hejda | Widzów: 8369 Sędzia główny: Rick Looker Sędziowie liniowi: Thomas Sterns |

| 2 maja 2008 | Rosja | 7:1 | Włochy | Colisée Pepsi, Quebec |

| Szczegóły      | Szczegóły | Szczegóły       | Szczegóły            | Szczegóły                                                                      |
| -------------- | --- | --------------- | -------------------- | ------------------------------------------------------------------------------ |
| Godzina: 19:00 | A. Siomin 04:02 (EQ) A. Owieczkin 23:39 (EQ) A. Morozow 29:01 (EQ) A. Tierieszczenko 30:12 (EQ) A. Siomin 31:18 (EQ) M. Suszynski 36:58 (EQ) D. Zaripow 55:38 (PP) | (1:0, 5:0, 1:1) | 51:29 (EQ) J. Cirone | Widzów: 11074 Sędzia główny: Daniel Piechaczek Sędziowie liniowi: Peter Ország |

| 4 maja 2008 | Czechy | 4:5 pd. | Rosja | Colisée Pepsi, Quebec |

| Szczegóły      | Szczegóły                                                                         | Szczegóły            | Szczegóły | Szczegóły                                                                 |
| -------------- | --------------------------------------------------------------------------------- | -------------------- | --- | ------------------------------------------------------------------------- |
| Godzina: 13:00 | P. Eliáš 09:08 (PP) A. Kotalík 12:05 (PP) P. Eliáš 33:47 (PP) P. Eliáš 42:51 (PP) | (2:2, 1:1, 1:1, 0:1) | 03:47 (EQ) S. Zinowjew 19:59 (PP) K. Gorowikow 27:44 (PP) A. Morozow 46:47 (PP) K. Korniejew 63:10 (EQ) A. Morozow | Widzów: 13109 Sędzia główny: Guy Pellerin Sędziowie liniowi: Chris Savage |

| 4 maja 2008 | Włochy | 2:6 | Dania | Colisée Pepsi, Quebec |

| Szczegóły      | Szczegóły                                    | Szczegóły       | Szczegóły | Szczegóły                                                                      |
| -------------- | -------------------------------------------- | --------------- | --- | ------------------------------------------------------------------------------ |
| Godzina: 19:00 | J. Cirone 37:48 (EQ) N. Fontanive 47:09 (PP) | (0:3, 1:1, 1:2) | 03:54 (EQ) M. Green 08:11 (EQ) K. Staal 10:26 (PP) J. Hansen 23:31 (PP) D. Nielsen 50:32 (EQ) J. Damgaard 56:03 (EQ) K. Degn | Widzów: 6838 Sędzia główny: Sami Partanen Sędziowie liniowi: Jyri Petteri Rönn |

| 6 maja 2008 | Rosja | 4:1 | Dania | Colisée Pepsi, Quebec |

| Szczegóły      | Szczegóły                                                                                        | Szczegóły       | Szczegóły           | Szczegóły                                                                    |
| -------------- | ------------------------------------------------------------------------------------------------ | --------------- | ------------------- | ---------------------------------------------------------------------------- |
| Godzina: 13:00 | M. Afinogienow 10:38 (EQ) A. Owieczkin 27:07 (PP) S. Fiodorow 29:45 (PP) K. Gorowikow 42:47 (EQ) | (1:0, 2:0, 1:1) | 57:25 (PP) K. Staal | Widzów: 8609 Sędzia główny: Daniel Piechaczek Sędziowie liniowi: Rick Looker |

| 6 maja 2008 | Czechy | 7:2 | Włochy | Colisée Pepsi, Quebec |

| Szczegóły      | Szczegóły | Szczegóły       | Szczegóły                                     | Szczegóły                                                                 |
| -------------- | --- | --------------- | --------------------------------------------- | ------------------------------------------------------------------------- |
| Godzina: 19:00 | M. Erat 00:41 (EQ) R. Vrbata 04:19 (EQ) M. Židlický 21:29 (PP) R. Vrbata 30:42 (EQ) P. Eliáš 37:47 (EQ) F. Kuba 39:02 (EQ) J. Hlinka 43:53 (EQ) | (2:2, 4:0, 1:0) | 00:59 (EQ) L. Ansoldi 03:06 (EQ) N. Fontanive | Widzów: 7517 Sędzia główny: Peter Ország Sędziowie liniowi: Thomas Sterns |

Tabela
Lp. = lokata, M = liczba rozegranych spotkań, W = Wygrane, WpD = Wygrane po dogrywce lub karnych, PpD = Porażki po dogrywce lub karnych, P = Porażki, G+ = Gole strzelone, G- = Gole stracone, Pkt = Liczba zdobytych punktów
| Lp. | Drużyna | M | W | WpD | PpD | P | G+ | G- | Pkt |
| --- | ------- | - | - | --- | --- | - | -- | -- | --- |
| 1.  | Rosja   | 3 | 2 | 1   | 0   | 0 | 16 | 6  | 8   |
| 2.  | Czechy  | 3 | 2 | 0   | 1   | 0 | 17 | 9  | 7   |
| 3.  | Dania   | 3 | 1 | 0   | 0   | 2 | 9  | 11 | 3   |
| 4.  | Włochy  | 3 | 0 | 0   | 0   | 3 | 5  | 20 | 0   |

## Druga faza grupowa

### Grupa E
Wyniki
Czas lokalny (UTC-4)
| 8 maja 2008 | Szwecja | 8:1 | Dania | Colisée Pepsi, Quebec |

| Szczegóły      | Szczegóły | Szczegóły       | Szczegóły          | Szczegóły                                                                |
| -------------- | --- | --------------- | ------------------ | ------------------------------------------------------------------------ |
| Godzina: 15:00 | K. Jönsson 08:47 (EQ) M. Nilson 15:33 (EQ) T. Mårtensson 35:35 (EQ) A. Strålman 36:44 (EQ) K. Fabricius 40:41 (EQ) M. Weinhandl 41:48 (EQ) R. Wallin 43:55 (EQ) T. Mårtensson 50:41 (PP) | (2:0, 2:0, 4:1) | 54:32 (EQ) K. Degn | Widzów: 7327 Sędzia główny: Peter Ország Sędziowie liniowi: Guy Pellerin |

| 8 maja 2008 | Szwajcaria | 0:5 | Czechy | Colisée Pepsi, Quebec |

| Szczegóły      | Szczegóły | Szczegóły       | Szczegóły | Szczegóły                                                                    |
| -------------- | --------- | --------------- | --- | ---------------------------------------------------------------------------- |
| Godzina: 19:00 |           | (0:1, 0:3, 0:1) | 19:06 (SH) M. Erat 34:46 (PP) T. Kaberle 35:50 (PP) P. Eliáš 39:33 (EQ) T. Fleischmann 58:10 (EQ) J. Novotný | Widzów: 9603 Sędzia główny: Rick Looker Sędziowie liniowi: Daniel Piechaczek |

| 9 maja 2008 | Rosja | 4:3 pk. | Białoruś | Colisée Pepsi, Quebec |

| Szczegóły      | Szczegóły                                                                                         | Szczegóły                 | Szczegóły                                                        | Szczegóły                                                                      |
| -------------- | ------------------------------------------------------------------------------------------------- | ------------------------- | ---------------------------------------------------------------- | ------------------------------------------------------------------------------ |
| Godzina: 13:00 | M. Afinogienow 23:54 (EQ) A. Owieczkin 47:21 (EQ) M. Afinogienow 53:51 (EQ) A. Morozow 65:00 (PS) | (0:2, 1:0, 2:1, 0:0, 1:0) | 07:27 (EQ) A. Michalou 11:53 (EQ) D. Dudzik 56:12 (EQ) A. Ugarow | Widzów: 8031 Sędzia główny: Sami Partanen Sędziowie liniowi: Jyri Petteri Ronn |

| 10 maja 2008 | Czechy | 3:2 pk. | Białoruś | Colisée Pepsi, Quebec |

| Szczegóły      | Szczegóły                                                         | Szczegóły                 | Szczegóły                                    | Szczegóły                                                                     |
| -------------- | ----------------------------------------------------------------- | ------------------------- | -------------------------------------------- | ----------------------------------------------------------------------------- |
| Godzina: 12:30 | T. Rolinek 36:53 (EQ) A. Kotalík 53:38 (EQ) A. Kotalík 65:00 (PS) | (0:1, 1:0, 1:1, 0:0, 1:0) | 18:12 (EQ) J. Czuprys 49:50 (EQ) A. Kascicyn | Widzów: 8504 Sędzia główny: Guy Pellerin Sędziowie liniowi: Jyri Petteri Rönn |

| 10 maja 2008 | Rosja | 3:2 | Szwecja | Colisée Pepsi, Quebec |

| Szczegóły      | Szczegóły                                                           | Szczegóły       | Szczegóły                                        | Szczegóły                                                                      |
| -------------- | ------------------------------------------------------------------- | --------------- | ------------------------------------------------ | ------------------------------------------------------------------------------ |
| Godzina: 16:30 | A. Siomin 32:14 (EQ) S. Fiodorow 44:57 (EQ) A. Owieczkin 59:54 (EQ) | (0:1, 1:1, 2:0) | 07:15 (EQ) M. Weinhandl 39:10 (EQ) T. Mårtensson | Widzów: 12665 Sędzia główny: Peter Ország Sędziowie liniowi: Daniel Piechaczek |

| 11 maja 2008 | Dania | 2:7 | Szwajcaria | Colisée Pepsi, Quebec |

| Szczegóły      | Szczegóły                                | Szczegóły       | Szczegóły | Szczegóły                                                                     |
| -------------- | ---------------------------------------- | --------------- | --- | ----------------------------------------------------------------------------- |
| Godzina: 13:00 | M. Madsen 43:04 (EQ) K. Staal 45:26 (PS) | (0:2, 0:3, 2:2) | 02:10 (EQ) A. Ambühl 03:42 (EQ) S. Jeannin 20:50 (EQ) M. Reichert 31:01 (EQ) T. Paterlini 33:21 (EQ) P. DiPietro 41:38 (EQ) P. Furrer 46:20 (PP) B. Forster | Widzów: 8338 Sędzia główny: Daniel Piechaczek Sędziowie liniowi: Chris Savage |

| 11 maja 2008 | Szwecja | 5:3 | Czechy | Colisée Pepsi, Quebec |

| Szczegóły      | Szczegóły | Szczegóły       | Szczegóły                                                           | Szczegóły                                                                 |
| -------------- | --- | --------------- | ------------------------------------------------------------------- | ------------------------------------------------------------------------- |
| Godzina: 19:00 | A. Strålman 26:03 (EQ) M. Nilson 33:32 (EQ) M. Weinhandl 41:14 (EQ) P. Hörnqvist 55:07 (EQ) M. Nilson 59:34 (EN) | (0:0, 2:2, 3:1) | 30:06 (PP) P. Eliáš 38:26 (PP) A. Kotalík 49:41 (EQ) T. Fleischmann | Widzów: 7864 Sędzia główny: Sami Partanen Sędziowie liniowi: Guy Pellerin |

| 12 maja 2008 | Szwajcaria | 3:5 | Rosja | Colisée Pepsi, Quebec |

| Szczegóły      | Szczegóły                                                       | Szczegóły       | Szczegóły | Szczegóły                                                                    |
| -------------- | --------------------------------------------------------------- | --------------- | --- | ---------------------------------------------------------------------------- |
| Godzina: 13:00 | R. Sannitz 40:32 (PP) J. Vauclair 45:30 (SH) R. Lemm 58:25 (EQ) | (0:3, 0:1, 3:1) | 15:21 (EQ) D. Kalinin 17:49 (PP) A. Owieczkin 18:45 (EQ) M. Suszynski 30:27 (EQ) S. Fiodorow 57:25 (EN) M. Suszynski | Widzów: 8286 Sędzia główny: Rick Looker Sędziowie liniowi: Jyri Petteri Rönn |

| 12 maja 2008 | Białoruś | 2:3 | Dania | Colisée Pepsi, Quebec |

| Szczegóły      | Szczegóły                                    | Szczegóły            | Szczegóły                                                   | Szczegóły                                                                 |
| -------------- | -------------------------------------------- | -------------------- | ----------------------------------------------------------- | ------------------------------------------------------------------------- |
| Godzina: 19:00 | A. Ugarow 55:42 (EQ) D. Mialeszka 57:59 (EQ) | (0:0, 0:1, 2:1, 0:1) | 23:06 (PP) K. Staal 59:22 (EQ) P. Regin 62:11 (EQ) P. Regin | Widzów: 8517 Sędzia główny: Peter Ország Sędziowie liniowi: Thomas Sterns |

Tabela
Lp. = lokata, M = liczba rozegranych spotkań, W = Wygrane, WpD = Wygrane po dogrywce lub karnych, PpD = Porażki po dogrywce lub karnych, P = Porażki, G+ = Gole strzelone, G- = Gole stracone, Pkt = Liczba zdobytych punktów
| Lp. | Drużyna    | M | W | WpD | PpD | P | G+ | G- | Pkt |
| --- | ---------- | - | - | --- | --- | - | -- | -- | --- |
| 1.  | Rosja      | 5 | 3 | 2   | 0   | 0 | 21 | 13 | 13  |
| 2.  | Czechy     | 5 | 2 | 1   | 1   | 1 | 20 | 14 | 9   |
| 3.  | Szwecja    | 5 | 3 | 0   | 0   | 2 | 23 | 16 | 9   |
| 4.  | Szwajcaria | 5 | 3 | 0   | 0   | 2 | 16 | 14 | 9   |
| 5.  | Białoruś   | 5 | 0 | 0   | 3   | 2 | 13 | 18 | 3   |
| 6.  | Dania      | 5 | 0 | 1   | 0   | 4 | 9  | 26 | 2   |

### Grupa F
Wyniki
Czas lokalny (UTC-3)
| 8 maja 2008 | Kanada | 2:1 | Norwegia | Halifax Metro Centre, Halifax |

| Szczegóły      | Szczegóły                              | Szczegóły       | Szczegóły            | Szczegóły                                                                      |
| -------------- | -------------------------------------- | --------------- | -------------------- | ------------------------------------------------------------------------------ |
| Godzina: 16:30 | M. Green 09:32 (PP) R. Nash 56:02 (PP) | (1:0, 0:1, 1:0) | 33:59 (SH) M. Hansen | Widzów: 7380 Sędzia główny: Danny Kurmann Sędziowie liniowi: Marcus Vinnerborg |

| 8 maja 2008 | Stany Zjednoczone | 6:4 | Niemcy | Halifax Metro Centre, Halifax |

| Szczegóły      | Szczegóły | Szczegóły       | Szczegóły                                                                           | Szczegóły                                                                            |
| -------------- | --- | --------------- | ----------------------------------------------------------------------------------- | ------------------------------------------------------------------------------------ |
| Godzina: 20:15 | Z. Parise 00:26 (EQ) P. O’Sullivan 02:10 (EQ) J. Wisniewski 02:52 (EQ) J. Pominville 26:52 (PP) Z. Parise 51:04 (PP) D. Brown 58:24 (EN) | (3:2, 1:1, 2:1) | 14:03 (EQ) M. Hackert 17:52 (PP) C. Schmidt 30:23 (EQ) F. Busch 44:55 (EQ) M. Bakos | Widzów: 7352 Sędzia główny: Wiaczesław Bułanow Sędziowie liniowi: Aleksander Polakow |

| 9 maja 2008 | Finlandia | 2:1 | Łotwa | Halifax Metro Centre, Halifax |

| Szczegóły      | Szczegóły                                     | Szczegóły       | Szczegóły             | Szczegóły                                                                      |
| -------------- | --------------------------------------------- | --------------- | --------------------- | ------------------------------------------------------------------------------ |
| Godzina: 12:30 | A. Pihlström 29:21 (EQ) N. Kapanen 50:04 (EQ) | (0:1, 1:0, 1:0) | 01:27 (EQ) L. Dārziņš | Widzów: 7215 Sędzia główny: Aleksander Polakow Sędziowie liniowi: Brent Reiber |

| 10 maja 2008 | Niemcy | 1:10 | Kanada | Halifax Metro Centre, Halifax |

| Szczegóły      | Szczegóły             | Szczegóły       | Szczegóły | Szczegóły                                                                       |
| -------------- | --------------------- | --------------- | --- | ------------------------------------------------------------------------------- |
| Godzina: 16:30 | F. Hördler 48:40 (EQ) | (0:4, 0:5, 1:1) | 05:14 (EQ) J. Spezza 13:35 (EQ) D. Heatley 16:05 (EQ) E. Staal 19:37 (EQ) P. Sharp 23:42 (PP) E. Staal 28:20 (EQ) E. Staal 32:07 (PP) D. Roy 35:30 (EQ) E. Staal 38:12 (SH) J. Mayers 41:47 (PP) M. Green | Widzów: 9182 Sędzia główny: Wiaczesław Bułanow Sędziowie liniowi: Danny Kurmann |

| 11 maja 2008 | Norwegia | 1:4 | Łotwa | Halifax Metro Centre, Halifax |

| Szczegóły      | Szczegóły              | Szczegóły       | Szczegóły                                                                                 | Szczegóły                                                                    |
| -------------- | ---------------------- | --------------- | ----------------------------------------------------------------------------------------- | ---------------------------------------------------------------------------- |
| Godzina: 12:30 | L. E. Spets 12:56 (EQ) | (1:2, 0:1, 0:1) | 11:34 (EQ) M. Cipulis 17:22 (EQ) H. Vasiļjevs 22:27 (EQ) M. Rēdlihs 59:36 (EN) L. Dārziņš | Widzów: 9017 Sędzia główny: Christer Larking Sędziowie liniowi: Brent Reiber |

| 11 maja 2008 | Finlandia | 3:2 | Stany Zjednoczone | Halifax Metro Centre, Halifax |

| Szczegóły      | Szczegóły                                                         | Szczegóły       | Szczegóły                                  | Szczegóły                                                                            |
| -------------- | ----------------------------------------------------------------- | --------------- | ------------------------------------------ | ------------------------------------------------------------------------------------ |
| Godzina: 16:30 | V. Koistinen 42:12 (PP) T. Selänne 50:44 (EQ) M. Koivu 56:10 (EQ) | (0:0, 0:2, 3:0) | 21:30 (EQ) T. Gilbert 39:15 (PP) P. Kessel | Widzów: 8867 Sędzia główny: Wiaczesław Bułanow Sędziowie liniowi: Aleksander Polakow |

| 12 maja 2008 | Stany Zjednoczone | 9:1 | Norwegia | Halifax Metro Centre, Halifax |

| Szczegóły      | Szczegóły | Szczegóły       | Szczegóły           | Szczegóły                                                                      |
| -------------- | --- | --------------- | ------------------- | ------------------------------------------------------------------------------ |
| Godzina: 12:30 | B. Dubinsky 11:12 (EQ) D. Brown 12:15 (EQ) P. Kane 19:03 (PP) B. Dubinsky 25:48 (EQ) P. Martin 31:19 (EQ) Z. Parise 32:18 (PP) D. Brown 42:33 (EQ) P. Kessel 45:44 (EQ) B. Dubinsky 51:35 (PP) | (3:0, 3:1, 3:0) | 28:08 (PP) M. Trygg | Widzów: 8490 Sędzia główny: Aleksander Polakow Sędziowie liniowi: Brent Reiber |

| 12 maja 2008 | Kanada | 6:3 | Finlandia | Halifax Metro Centre, Halifax |

| Szczegóły      | Szczegóły | Szczegóły       | Szczegóły                                                           | Szczegóły                                                                         |
| -------------- | --- | --------------- | ------------------------------------------------------------------- | --------------------------------------------------------------------------------- |
| Godzina: 16:30 | R. Getzlaf 00:33 (EQ) S. Doan 09:29 (SH) D. Heatley 30:17 (EQ) P. Sharp 38:12 (SH) S. Doan 41:07 (EQ) D. Heatley 58:02 (EQ) | (2:1, 2:0, 2:2) | 05:39 (SH) A. Pihlström 48:34 (EQ) A. Pihlström 59:37 (EQ) T. Ruutu | Widzów: 9178 Sędzia główny: Christer Larking Sędziowie liniowi: Marcus Vinnerborg |

| 12 maja 2008 | Łotwa | 3:5 | Niemcy | Halifax Metro Centre, Halifax |

| Szczegóły      | Szczegóły                                                           | Szczegóły       | Szczegóły | Szczegóły                                                                |
| -------------- | ------------------------------------------------------------------- | --------------- | --- | ------------------------------------------------------------------------ |
| Godzina: 20:15 | H. Vasiļjevs 05:01 (EQ) M. Rēdlihs 25:48 (EQ) M. Karsums 31:39 (EQ) | (1:1, 2:1, 0:3) | 18:45 (PP) C. Schmidt 27:23 (EQ) M. Wolf 47:51 (EQ) C. Schubert 50:40 (EQ) Y. Seidenberg 52:51 (EQ) C. Ullmann | Widzów: 8614 Sędzia główny: Danny Kurmann Sędziowie liniowi: Milan Minář |

Tabela
Lp. = lokata, M = liczba rozegranych spotkań, W = Wygrane, WpD = Wygrane po dogrywce lub karnych, PpD = Porażki po dogrywce lub karnych, P = Porażki, G+ = Gole strzelone, G- = Gole stracone, Pkt = Liczba zdobytych punktów
| Lp. | Drużyna   | M | W | WpD | PpD | P | G+ | G- | Pkt |
| --- | --------- | - | - | --- | --- | - | -- | -- | --- |
| 1.  | Kanada    | 5 | 5 | 0   | 0   | 0 | 30 | 9  | 15  |
| 2.  | Finlandia | 5 | 3 | 1   | 0   | 1 | 16 | 12 | 11  |
| 3.  | USA       | 5 | 3 | 0   | 0   | 2 | 25 | 13 | 9   |
| 4.  | Norwegia  | 5 | 1 | 0   | 1   | 3 | 8  | 20 | 4   |
| 5.  | Niemcy    | 5 | 1 | 0   | 0   | 4 | 13 | 27 | 3   |
| 6.  | Łotwa     | 5 | 1 | 0   | 0   | 4 | 8  | 19 | 3   |

## Walka o utrzymanie
Po raz pierwszy o utrzymanie drużyny walczyć będą w play-offach. Drużyna, która jako pierwsza wygra dwa mecze utrzymuje się w elicie.
Francja  –  Włochy 2 – 0
Czas lokalny (UTC-4)
| 9 maja 2008 | Francja | 3:2 | Włochy | Colisée Pepsi, Quebec |

| Szczegóły      | Szczegóły                                                        | Szczegóły       | Szczegóły                                 | Szczegóły                                                                 |
| -------------- | ---------------------------------------------------------------- | --------------- | ----------------------------------------- | ------------------------------------------------------------------------- |
| Godzina: 19:00 | Y. Treille 09:09 (PP) B. Amar 39:30 (EQ) S. Bordeleau 51:05 (PP) | (1:1, 1:0, 1:1) | 08:00 (PP) J. Pittis 59:52 (EQ) A. Helfer | Widzów: 8140 Sędzia główny: Chris Savage Sędziowie liniowi: Thomas Sterns |

| 10 maja 2008 | Włochy | 4:6 | Francja | Colisée Pepsi, Quebec |

| Szczegóły                          | Szczegóły                                                                                | Szczegóły       | Szczegóły | Szczegóły                                                                |
| ---------------------------------- | ---------------------------------------------------------------------------------------- | --------------- | --- | ------------------------------------------------------------------------ |
| Godzina: 20:15 02:15 cz. polskiego | J. Cirone 02:49 (EQ) A. Signoretti 26:12 (SH) P. Iannone 44:14 (EQ) J. Pittis 56:58 (PP) | (1:2, 1:1, 2:3) | 08:13 (PP) B. Amar 14:40 (PP) Y. Treille 24:44 (EQ) J. Zwickel 41:17 (EQ) J. Desrosiers 45:12 (EQ) Y. Treille 51:02 (EQ) S. Bordeleau | Widzów: 7649 Sędzia główny: Rick Looker Sędziowie liniowi: Sami Partanen |

Słowenia  –  Słowacja 0 – 2
Czas lokalny (UTC-3)
| 9 maja 2008 | Słowenia | 1:5 | Słowacja | Halifax Metro Centre, Halifax |

| Szczegóły      | Szczegóły           | Szczegóły       | Szczegóły | Szczegóły                                                                      |
| -------------- | ------------------- | --------------- | --- | ------------------------------------------------------------------------------ |
| Godzina: 16:30 | M. Robar 33:20 (EQ) | (0:1, 1:4, 0:0) | 02:58 (PP) R. Petrovický 26:43 (EQ) M. Hossa 30:34 (EQ) A. Podkonický 35:56 (EQ) A. Kollár 36:32 (EQ) I. Čiernik | Widzów: 8473 Sędzia główny: Christer Larking Sędziowie liniowi: Richard Schütz |

| 10 maja 2008 | Słowacja | 4:3 pk. | Słowenia | Halifax Metro Centre, Halifax |

| Szczegóły      | Szczegóły                                                                                     | Szczegóły                 | Szczegóły                                                         | Szczegóły                                                                    |
| -------------- | --------------------------------------------------------------------------------------------- | ------------------------- | ----------------------------------------------------------------- | ---------------------------------------------------------------------------- |
| Godzina: 20:15 | J. Kolník 07:42 (PP) R. Petrovický 31:25 (PP) Ľ. Višňovský 34:02 (EQ) Ľ. Višňovský 65:00 (PS) | (1:0, 2:2, 0:1, 0:0, 1:0) | 25:54 (EQ) M. Manfreda 38:39 (EQ) D. Rodman 55:05 (EQ) A. Kopitar | Widzów: 9156 Sędzia główny: Milan Minář Sędziowie liniowi: Marcus Vinnerborg |

## Faza pucharowa

### Ćwierćfinały
Czas lokalny (Quebec: UTC-4, Halifax: UTC-3)
| 14 maja 2008 | Czechy | 2:3 pd. | Szwecja | Colisée Pepsi, Quebec |

| Szczegóły      | Szczegóły                                  | Szczegóły            | Szczegóły                                                            | Szczegóły                                                                          |
| -------------- | ------------------------------------------ | -------------------- | -------------------------------------------------------------------- | ---------------------------------------------------------------------------------- |
| Godzina: 13:00 | T. Rolinek 30:28 (EQ) R. Vrbata 52:19 (EQ) | (0:0, 1:1, 1:1, 0:1) | 27:43 (PP) M. Holmqvist 56:22 (EQ) M. Nilson 63:15 (EQ) M. Weinhandl | Widzów: 9787 Sędzia główny: Daniel Piechaczek Sędziowie liniowi: Jyri Petteri Rönn |

| 14 maja 2008 | Norwegia | 2:8 | Kanada | Halifax Metro Centre, Halifax |

| Szczegóły      | Szczegóły                             | Szczegóły       | Szczegóły | Szczegóły                                                                            |
| -------------- | ------------------------------------- | --------------- | --- | ------------------------------------------------------------------------------------ |
| Godzina: 16:30 | M. Ask 07:51 (PP) M. Olimb 25:32 (EQ) | (1:2, 1:3, 0:3) | 00:37 (EQ) D. Heatley 11:02 (PP) R. Getzlaf 29:57 (PP) J. Toews 34:08 (PP) D. Roy 36:50 (EQ) D. Roy 44:10 (PP) R. Nash 50:44 (EQ) R. Nash 51:40 (EQ) D. Roy | Widzów: 9192 Sędzia główny: Wiaczesław Bułanow Sędziowie liniowi: Aleksander Polakow |

| 14 maja 2008 | Rosja | 6:0 | Szwajcaria | Colisée Pepsi, Quebec |

| Szczegóły      | Szczegóły | Szczegóły       | Szczegóły | Szczegóły                                                                 |
| -------------- | --- | --------------- | --------- | ------------------------------------------------------------------------- |
| Godzina: 19:15 | A. Siomin 01:14 (EQ) M. Afinogienow 02:18 (EQ) D. Zaripow 06:23 (PP) S. Fiodorow 21:22 (EQ) M. Afinogienow 26:37 (EQ) A. Owieczkin 38:07 (EQ) | (3:0, 3:0, 0:0) |           | Widzów: 12096 Sędzia główny: Peter Ország Sędziowie liniowi: Guy Pellerin |

| 14 maja 2008 | Stany Zjednoczone | 2:3 pd. | Finlandia | Halifax Metro Centre, Halifax |

| Szczegóły      | Szczegóły                                   | Szczegóły            | Szczegóły                                                       | Szczegóły                                                                         |
| -------------- | ------------------------------------------- | -------------------- | --------------------------------------------------------------- | --------------------------------------------------------------------------------- |
| Godzina: 20:15 | P. Kessel 55:44 (EQ) D. Stafford 56:21 (SH) | (0:1, 0:1, 2:0, 0:1) | 10:14 (EQ) T. Ruutu 25:45 (PP) J. Niskala 63:59 (EQ) S. Lepistö | Widzów: 9176 Sędzia główny: Christer Larking Sędziowie liniowi: Marcus Vinnerborg |

### Półfinały
Czas lokalny (UTC-4)
| 16 maja 2008 | Rosja | 4:0 | Finlandia | Colisée Pepsi, Quebec |

| Szczegóły      | Szczegóły                                                                                  | Szczegóły       | Szczegóły | Szczegóły                                                                  |
| -------------- | ------------------------------------------------------------------------------------------ | --------------- | --------- | -------------------------------------------------------------------------- |
| Godzina: 13:00 | S. Fiodorow 13:41 (EQ) D. Zaripow 23:44 (EQ) A. Morozow 52:15 (PP) M. Suszynski 57:56 (EN) | (1:0, 1:0, 2:0) |           | Widzów: 11159 Sędzia główny: Danny Kurmann Sędziowie liniowi: Brent Reiber |

| 16 maja 2008 | Kanada | 5:4 | Szwecja | Colisée Pepsi, Quebec |

| Szczegóły      | Szczegóły                                                                                               | Szczegóły       | Szczegóły                                                                             | Szczegóły                                                                     |
| -------------- | --- | --------------- | ------------------------------------------------------------------------------------- | ----------------------------------------------------------------------------- |
| Godzina: 17:00 | D. Heatley 05:35 (PP) R. Getzlaf 23:58 (PP) J. Mayers 28:31 (EQ) R. Nash 32:29 (EQ) M. Green 39:53 (PP) | (1:1, 4:2, 0:1) | 19:15 (EQ) A. Strålman 22:46 (EQ) N. Wallin 31:26 (PP) A. Strålman 54:21 (EQ) F. Warg | Widzów: 13026 Sędzia główny: Rick Looker Sędziowie liniowi: Jyri Petteri Rönn |

### Mecz o trzecie miejsce
Czas lokalny (UTC-4)
| 17 maja 2008 | Finlandia | 4:0 | Szwecja | Colisée Pepsi, Quebec |

| Szczegóły      | Szczegóły                                                                                 | Szczegóły       | Szczegóły | Szczegóły                                                                      |
| -------------- | ----------------------------------------------------------------------------------------- | --------------- | --------- | ------------------------------------------------------------------------------ |
| Godzina: 15:00 | A. Pihlström 11:31 (PP) J. Niskala 13:44 (EQ) A. Pihlström 42:18 (EQ) M. Koivu 57:35 (EN) | (2:0, 0:0, 2:0) |           | Widzów: 12009 Sędzia główny: Guy Pellerin Sędziowie liniowi: Daniel Piechaczek |

### Finał
Czas lokalny (UTC-4)
| 18 maja 2008 | Kanada | 4:5 pd. | Rosja | Colisée Pepsi, Quebec |

| Szczegóły      | Szczegóły                                                                          | Szczegóły            | Szczegóły | Szczegóły                                                                          |
| -------------- | ---------------------------------------------------------------------------------- | -------------------- | --- | ---------------------------------------------------------------------------------- |
| Godzina: 13:00 | B. Burns 03:54 (EQ) C. Kunitz 09:17 (EQ) B. Burns 14:51 (PP) D. Heatley 29:56 (EQ) | (3:1, 1:1, 0:2, 0:1) | 01:23 (EQ) A. Siomin 21:14 (PP) A. Siomin 48:55 (EQ) A. Tierieszczenko 54:46 (EQ) I. Kowalczuk 62:42 (PP) I. Kowalczuk | Widzów: 13339 Sędzia główny: Christer Larking Sędziowie liniowi: Marcus Vinnerborg |

## Statystyki
Stan na 18 maja, po 56 meczach
| Lp. | Zawodnik            | Mecze | Gole | Strzały |
| --- | ------------------- | ----- | ---- | ------- |
| 1.  | Dany Heatley        | 9     | 12   | 40      |
| 2.  | Patrik Eliáš        | 7     | 6    | 29      |
| 2.  | Phil Kessel         | 7     | 6    | 14      |
| 4.  | Rick Nash           | 9     | 6    | 36      |
| 4.  | Aleksandr Owieczkin | 9     | 6    | 42      |

| Lp. | Zawodnik         | Asysty |
| --- | ---------------- | ------ |
| 1.  | Ryan Getzlaf     | 11     |
| 2.  | Tomáš Kaberle    | 9      |
| 3.  | Mike Green       | 8      |
| 4.  | Dany Heatley     | 8      |
| 5.  | Martin St. Louis | 8      |

| Lp. | Zawodnik          | Mecze | Gole | Asysty | Punkty |
| --- | ----------------- | ----- | ---- | ------ | ------ |
| 1.  | Dany Heatley      | 9     | 12   | 8      | 20     |
| 2.  | Ryan Getzlaf      | 9     | 3    | 11     | 14     |
| 3.  | Rick Nash         | 9     | 6    | 7      | 13     |
| 3.  | Aleksandr Siomin  | 9     | 6    | 7      | 13     |
| 5.  | Mattias Weinhandl | 9     | 5    | 8      | 13     |

| Lp. | Zawodnik             | Punkty |
| --- | -------------------- | ------ |
| 1.  | Brent Burns          | +14    |
| 2.  | Dany Heatley         | +13    |
| 3.  | Dienis Griebieszkow  | +12    |
| 4.  | Aleksandr Siomin     | +11    |
| 5.  | Konstantin Korniejew | +11    |

| Lp. | Zawodnik       | Mecze | Kary |
| --- | -------------- | ----- | ---- |
| 1.  | Ilja Kowalczuk | 8     | 52   |
| 2.  | Matt Grenne    | 7     | 38   |
| 3.  | Anssi Salmela  | 8     | 37   |
| 4.  | David Backes   | 6     | 35   |
| 5.  | Niclas Wallin  | 7     | 33   |

| Lp. | Zawodnik          | GAA  | Obrona |
| --- | ----------------- | ---- | ------ |
| 1.  | Robert Esche      | 2.12 | 93.14% |
| 2.  | Jewgienij Nabokow | 1.78 | 92.86% |
| 3.  | Pascal Leclaire   | 2.00 | 92.52% |
| 4.  | Niklas Bäckström  | 2.11 | 92.20% |
| 5.  | Wital Kowal       | 3.07 | 91.24% |

## Nagrody
Dyrektoriat turnieju wybrał trójkę najlepszych zawodników, po jednej na każdej pozycji:
- Bramkarz:  Jewgienij Nabokow
- Obrońca:  Brent Burns
- Napastnik:  Dany Heatley
- Najbardziej Wartościowy Zawodnik (MVP):  Dany Heatley

Skład gwiazd wybrany przez dziennikarzy:
- Bramkarz:  Jewgienij Nabokow
- Obrońcy:  Mike Green,  Tomáš Kaberle
- Napastnicy:  Rick Nash,  Dany Heatley,  Aleksandr Owieczkin